# El hoyo
El hoyo (internationaal ook uitgebracht als The Platform) is een Spaanse dystopische film uit 2019, geregisseerd door Galder Gaztelu-Urrutia.

## Verhaal
Goreng wordt wakker op de 48ste verdieping van een gevangenis in een cel die hij deelt met Trimagasi. In het midden van de kamer zit een gat, waardoor elke dag een platform met voedsel afdaalt. Dit wordt elke morgen overvloedig gevuld met het beste van het beste, maar iedere verdieping moet het doen met wat de voorgaande etages achterlaten. Iedereen is daarom afhankelijk van de keuzes van degenen die eerder mogen eten. Eens per maand krijgen de gevangenen een andere verdieping toegewezen.
Goreng heeft zich vrijwillig laten opsluiten voor de duur van zes maanden. In die periode wil hij stoppen met roken en Don Quichot lezen. Iedere gevangene mag één voorwerp mee naar het nemen en het boek was zijn keuze. Trimagasi zit vast voor doodslag en heeft een keukenmes meegenomen. Het enige dat hij wil is zijn laatste maanden overleven. Hij vertelt Goreng dat de 48e verdieping een goede is. Op hele hoge verdiepingen ontstaan er morele dilemma's en op hele lage komt het platform elke dag leeggegeten aan. Toch gaan ze daar onvermijdelijk terechtkomen en voor de bijbehorende keuzes komen te staan.

## Rolverdeling
| Acteur              | Personage |
| ------------------- | --------- |
| Ivan Massagué       | Goreng    |
| Zorion Eguileor     | Trimagasi |
| Antonia San Juan    | Imoguiri  |
| Emilio Buale        | Baharat   |
| Alexandra Masangkay | Miharu    |

## Ontvangst

### Recensies
Op Rotten Tomatoes geeft 80% van de 93 recensenten de film een positieve recensie, met een gemiddelde score van 7,10/10. De film heeft het label "Certified fresh" (gegarandeerd vers). Website Metacritic komt tot een score van 73/100, gebaseerd op 11 recensies, wat staat voor "Generally favorable reviews" (over het algemeen gunstige recensies).

### Prijzen en nominaties
Een selectie:
| Jaar | Evenement                               | Categorie                  | Genomineerde                  | Resultaat   |
| ---- | --------------------------------------- | -------------------------- | ----------------------------- | ----------- |
| 2019 | Sitges (52ste editie)                   | Beste film                 | El hoyo                       | Gewonnen    |
| 2019 | Sitges (52ste editie)                   | Beste speciale effecten    | Iñaki Madariaga               | Gewonnen    |
| 2019 | Sitges (52ste editie)                   | Publieksprijs beste film   | El hoyo                       | Gewonnen    |
| 2019 | Sitges (52ste editie)                   | Beste nieuwe regisseur     | Galder Gaztelu-Urrutia        | Gewonnen    |
| 2020 | Premios Goya (34ste uitreiking)         | Beste origineel scenario   | David Desola, Pedro Rivero    | Genomineerd |
| 2020 | Premios Goya (34ste uitreiking)         | Beste debuterend regisseur | Galder Gaztelu-Urrutia        | Genomineerd |
| 2020 | Premios Goya (34ste uitreiking)         | Beste speciale effecten    | Mario Campoy, Iñaki Madariaga | Gewonnen    |
| 2020 | Europese Filmprijzen (33ste uitreiking) | Beste visuele effecten     | Iñaki Madariaga               | Gewonnen    |